# Falck Räddningskår
Falck Räddningskår AB var ett svenskt dotterbolag inom den danska räddningskoncernen Falck. Numera är bolget registrerat som REDGO Sweden AB och ingår inom den norska koncernen Gjensdige.

REDGO har rikstäckande bilbärgning i Sverige via 200 bärgningstationer och 300 bärgnings- och vägservicefordon och erbjuder kunder hjälp inom vägassistans och bärgning dygnet runt, året om. 